# Estrada nacional 23 (Suécia)

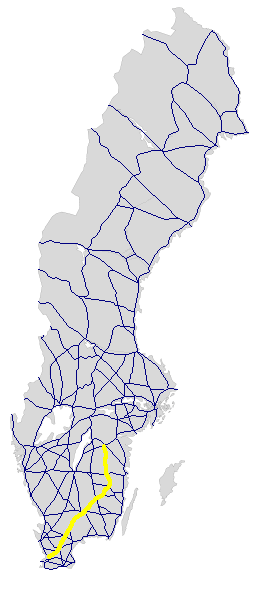
A estrada nacional Rv 23

A Estrada nacional 23 – em sueco Riksväg 23 ou Rv 23 - é uma estrada nacional sueca com uma extensão de 407 km.
Atravessa a Escânia, a Småland e a Östergötland, ligando Malmö a Linköping.
Passa por Höör, Hässleholm, Osby, Älmhult, Växjö, Åseda, Målilla, Hultsfred, Vimmerby e Kisa.